# Heimbra
Heimbra is een geslacht van vliesvleugeligen uit de familie Eurytomidae. De wetenschappelijke naam van dit geslacht is voor het eerst geldig gepubliceerd in 1909 door Cameron.

## Soorten
Het geslacht Heimbra omvat de volgende soorten:
- Heimbra acuticollis Cameron, 1909
- Heimbra bicolor Subba Rao, 1978
- Heimbra nigra Subba Rao, 1978
- Heimbra opaca (Ashmead, 1894)
- Heimbra pallida Stage & Snelling, 1986
- Heimbra parallela Stage & Snelling, 1986